# Antas (Hiszpania)
Antas – hiszpańskie miasto i gmina położone w centralnej części regionu Levante Almeriense, w prowincji Almeria, autonomicznej wspólnocie Andaluzji. Graniczy z gminami Vera, Los Gallardos, Bédar, Lubrín, Zurgena, Huércal-Overa i Cuevas del Almanzora.
Gmina Antas obejmuje wsie Antas – stolicę gminy, Aljáriz, El Cabecico, La Fuente Abad, La Huerta, Jauro, Los Llanos del Mayor, El Real i El Salmerón. W 2011 roku gmina liczyła 3312 mieszkańców.

## Geografia
Położony w regionie Levante Almeriense znajduje się w odległości 84 km od stolicy prowincji. Przez gminę przebiega Autovía del Mediterráneo (A-7) między kilometrami 529 i 535, a także Autopista del Mediterráneo (AP-7), droga N-340a, droga A-1202, która łączy miasto z A-7 i N-340a oraz droga wojewódzka AL-600 (AL-7105), która prowadzi w kierunku gmin Zurgena i Lubrín.
Rzeźba terenu gminy jest dość nierówna. Wyróżnia się obecność rzeki Antas, która jest zasilana przez sezonowe dopływy z licznych wadi na jej zejściu w kierunku gminy Vera. System Ballabona – Serón, który wpada do rzeki Antas na jej lewym brzegu, wyróżnia się swoją wielkością. Najbardziej na zachód wysunięty obszar jest najbardziej górzysty, utworzony przez Sierra Lisbona, ostrogę znajdującą się na północny wschód od Sierra de Filabres. Wysokość terenu waha się od 611 metrów w Sierra Lisbona do 50 metrów na brzegach rzeki Antas. Wieś leży na wysokości 108 metrów nad poziomem morza.

## Natura
Na terenie gminy znajduje się Obszar Interesu Geologicznego "Volcán de Cabezo María", który zajmuje 18,49 ha. Jest to starożytny ośrodek emisyjny utworzony głównie przez podmorskie brekcje wulkaniczne. Jest to typ wychodni typu Veritas, który jest grupą bardzo rzadkich skał wulkanicznych. Znajduje się tam pustelnia Virgen de la Cabeza.  
El Cajete jest naturalnym zbiornikiem wodnym, powstałym ze źródła cieku wodnego wpadającego do rzeki Antas i szeregu skał, które go osłaniają. Miejsce to w okresie letnim wykorzystywane jest przez mieszkańców gminy jako kąpielisko. Jej wody są również wykorzystywane do nawadniania. 
Przez gminę przebiega Vereda de Fuente Lobico, stara droga do Bazy, cordel del Pilarico i cordel del río Antas. Na terenie gminy znajduje się również ścieżka piesza "PR-A 381".
Cabezo María
Gmina zawdzięcza swoją nazwę rzece Antas, która bierze swój początek na wschodnim krańcu Sierra de los Filabres i wpada do Morza Śródziemnego na terenie gminy Vera. W dolnym biegu ma charakter ulewny ze względu na skąpe opady w tym rejonie, co spowodowało liczne straty gospodarcze przy okazji powodzi.

## Demografia
W 2020 roku liczyła 3 315 mieszkańców (INE). Jej powierzchnia wynosi 99,01 km², a gęstość zaludnienia 32,13 mieszkańców/km².
Liczba mieszkańców w ostatnich dziesięciu latach.

## Gospodarka
Gospodarka oparta jest głównie na rolnictwie oraz sektorze wtórnym i transportowym. W gminie znajdują się trzy osiedla przemysłowe (Aljoroque I, Aljoroque II i El Real). W sektorze transportowym zatrudnionych jest ponad 900 osób. Znajduje się tam ponad 1000 hektarów drzew, głównie drzewa pomarańczowe. Łącznie w gminie zlokalizowanych jest 400 firm, zatrudniających ponad 6 tys. osób, co sprawia, że Antas jest gminą z największą liczbą firm na mieszkańca w prowincji: 7,92.